# Taebone
Taebone is een bestuurslaag in het regentschap Timor Tengah Selatan van de provincie Oost-Nusa Tenggara, Indonesië. Taebone telt 1609 inwoners (volkstelling 2010).